# Horario de verano de Europa occidental
| Azul claro | Hora europea occidental/Hora media de Greenwich (UTC±00:00)                                       |
| Azul       | Hora europea occidental/Hora media de Greenwich (UTC±00:00)                                       |
| Azul       | Hora europea occidental de verano/Horario de verano británico/Hora estándar irlandesa (UTC+01:00) |
| Rojo       | Hora central europea (UTC+01:00)                                                                  |
| Rojo       | Hora central europea de verano (UTC+02:00)                                                        |
| Amarillo   | Hora europea oriental/Hora de Kaliningrado (UTC+02:00)                                            |
| Caqui      | Hora europea oriental (UTC+02:00)                                                                 |
| Caqui      | Hora europea oriental de verano (UTC+03:00)                                                       |
| Verde      | Hora de Moscú/Hora de Turquía (UTC+03:00)                                                         |

El Horario de verano de Europa occidental o WEST (Western European Summer Time) es el horario de ahorro de luz solar utilizado en los países situados más al oeste de Europa que corresponde con el Tiempo universal coordinado UTC+1. Se utiliza enː
- España, solo en las islas Canarias.
- Portugal, incluyendo la isla de Madeira pero no las islas Azores).
- Irlanda
- El Reino unido
- En las dependencias de la Corona británica.
- En las islas Feroe.

Este horario rige durante la primavera y el verano, desde el último domingo de marzo, hasta el último domingo de octubre. Las fechas de inicio y fin de este horario son asimétricas en términos de número de horas de luz solar ya que el otro periodo del año con una duración del día similar a la de finales del mes de octubre es a mediados del mes de febrero. Esta asimetría se debe más a la temperatura media que al número de horas de luz solar.

## Países que la utilizan
Los países europeos que utilizan el Horario de verano de Europa occidental son:
- España, solo en las Islas Canarias), desde 1946.
- Dinamarca, solo en las Islas Feroe, desde 1980.
- Irlanda, desde 1917 con pequeñas pausas.
- Portugal, entre 1949-1991 y desde 1996 (excepto las islas Azores, UTC-1).
- Reino Unido, incluyendo Inglaterra, Irlanda del Norte, Escocia y País de Gales además de la Isla de Man y de las Islas del canal, desde 1916. En Irlanda del norte desde 1917, con pequeñas pausas.

Además de estos países de Europa, Marruecos y el Sahara occidental utilizan también el horario de verano de Europa occidental.

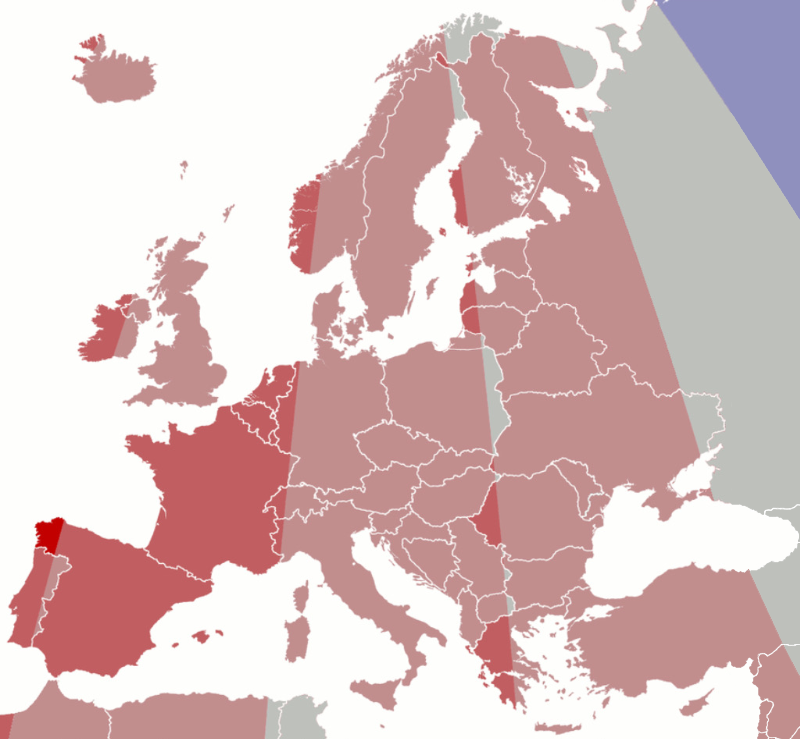
Horario de verano europeo

| Color | Diferencias entre la hora oficial y la hora local |
| ----- | ------------------------------------------------- |
|       | 1 h ± 30 m por detrás                             |
|       | 0 h ± 30 m                                        |
|       | 1 h ± 30 m por delante                            |
|       | 2 h ± 30 m por delante                            |
|       | 3 h ± 30 m por delante                            |